# 2K China
 (juillet 2019).
Si vous disposez d'ouvrages ou d'articles de référence ou si vous connaissez des sites web de qualité traitant du thème abordé ici, merci de compléter l'article en donnant les références utiles à sa vérifiabilité et en les liant à la section « Notes et références ».
2K China est un studio de développement chinois fondé en 2006 par Take-Two Interactive. L'entreprise se charge principalement de localiser des jeux occidentaux à destination du marché chinois, ainsi que du portage de titres multiplate-formes. Toutefois, 2K China assiste aussi son parent New-yorkais dans le développement de titres et de nouvelles franchises.
Son jeu le plus récent en tant que développeur est Borderlands Legends.

## Jeux développés
| Titre                                  | Date de sortie | Plates-formes                            |
| -------------------------------------- | -------------- | ---------------------------------------- |
| Major League Baseball 2K9              | 2009           | PlayStation 2                            |
| NBA 2K10                               | 2009           | PlayStation Portable                     |
| BioShock 2                             | 2010           | Mac OS, PlayStation 3, Xbox 360, Windows |
| The Misadventures of P.B. Winterbottom | 2010           | Windows                                  |
| NHL 2K11                               | 2010           | iOS                                      |
| NBA 2K11                               | 2010           | PlayStation Portable                     |
| Borderlands Legends                    | 2012           | iOS                                      |